# Heath Parasol
El Heath Parasol es un monoplaza o biplaza estadounidense, cabina abierta, alas en parasol, construido en casa y monoplano.

## Diseño y desarrollo

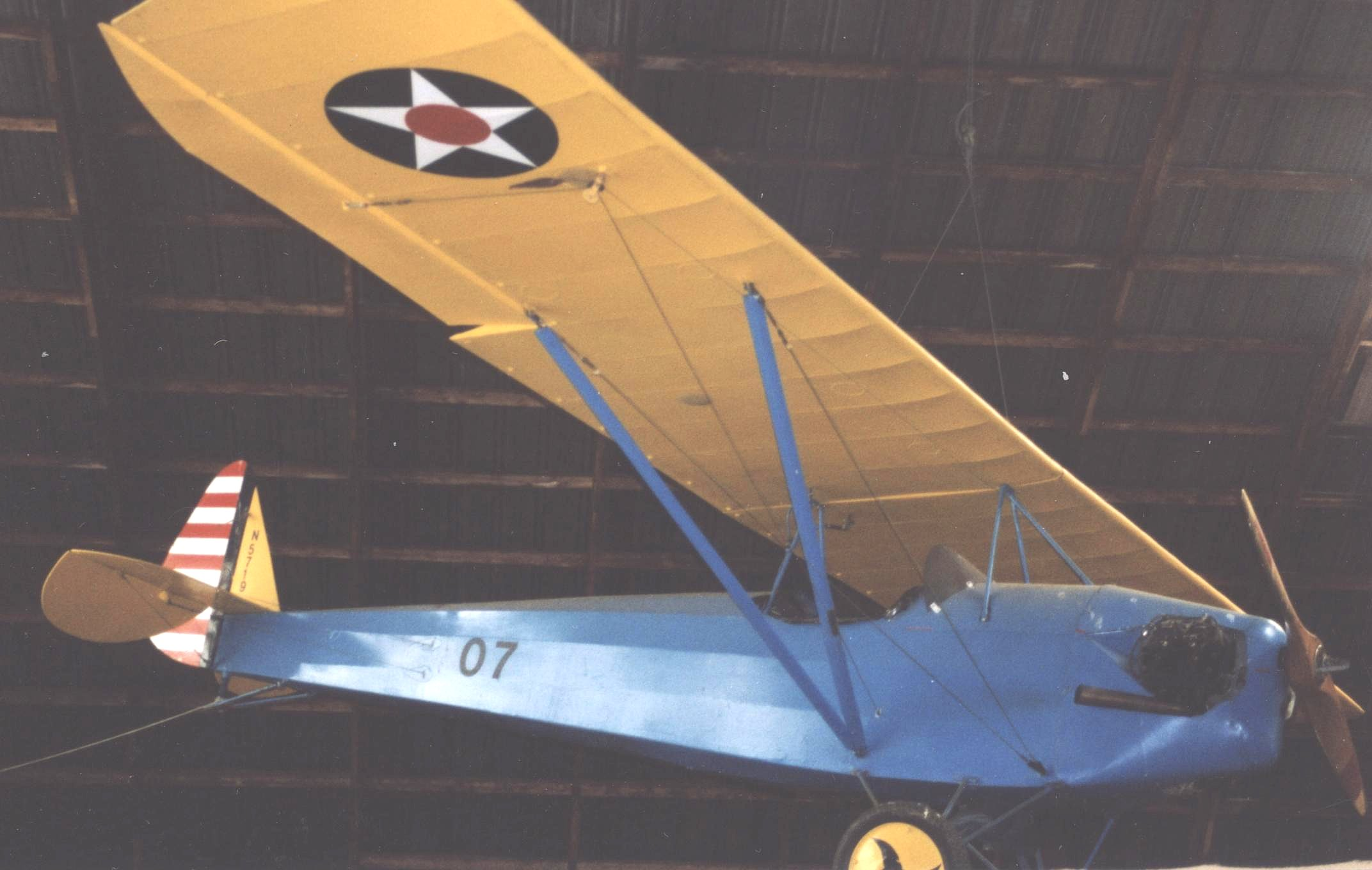
Heath Parasol LNA-40 de 1930 exhibido en el Museo del Aeródromo de Rhinebeck, Nueva York, en 2005

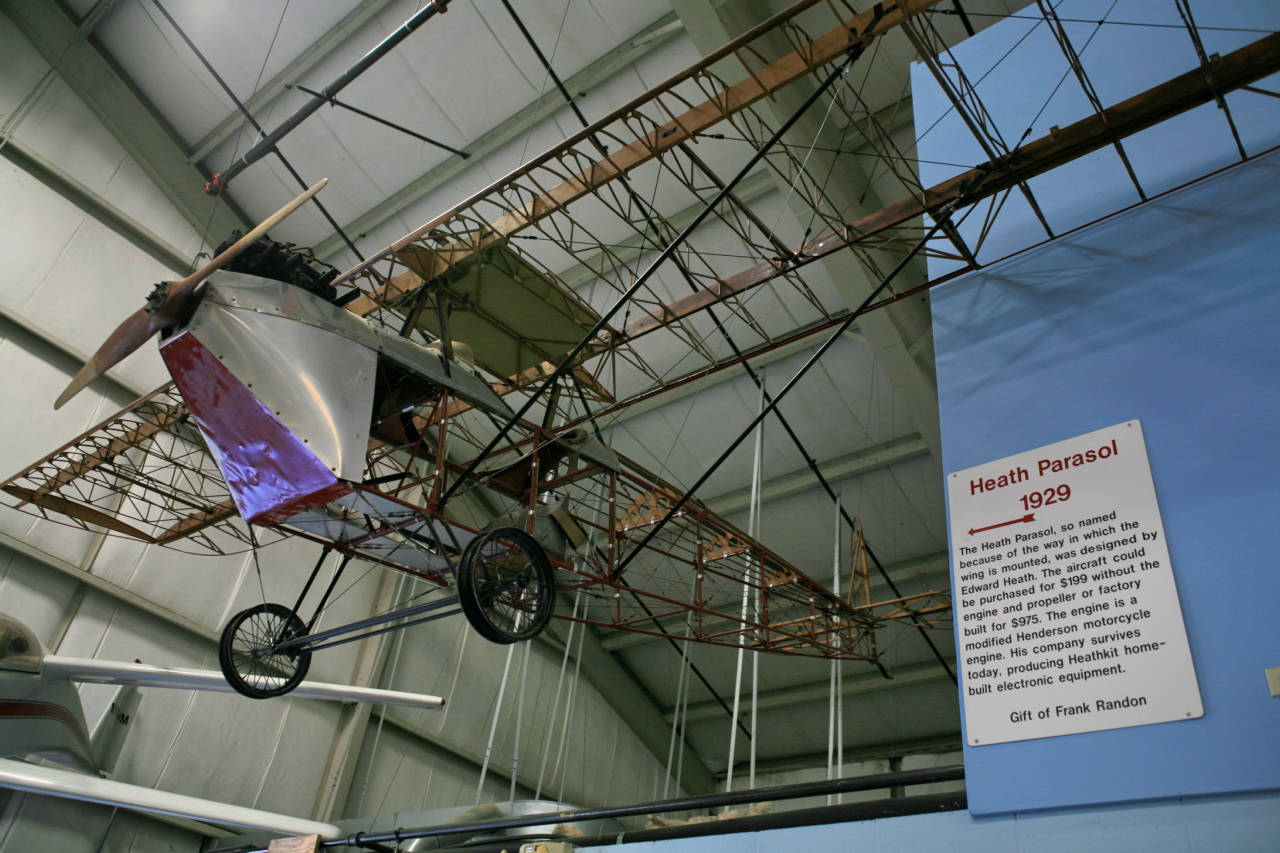
Parasol Heath LNB-4 (1929)

En 1926, Edward Bayard Heath, un exitoso piloto de carreras aéreo estadounidense y propietario de un negocio de suministro de piezas de aviones, construyó el primer ejemplar del Heath Parasol, un pequeño avión monoplaza con alas en parasol, utilizando alas sobrantes de un Thomas-Morse S-4, un avión de entrenamiento de combate de la Primera Guerra Mundial, montado sobre un fuselaje de estructura de tubos de acero y propulsado por un motor de motocicleta Henderson de cuatro cilindros. de cuatro cilindros.  Este fue el prototipo de una serie de embarcaciones recreativas de uno y dos asientos que utilizaban el perfil aerodinámico Clark Y. En 1929, la revista Modern Mechanix publicó los planos en una serie  y los planos se reimprimieron en su «Manual de vuelo y planeo de 1930», que a su vez ha sido reimpreso periódicamente por la EAA (Experimental Aircraft Association).
Aunque Heath murió en 1931, sus diseños Parasol siguieron siendo muy populares, ya que eran económicos de construir y operar, además de fáciles de volar. Posteriormente, la empresa Heath de St. Joseph/Benton Harbor, Michigan, vendió casi 1000 kits a plazos. Se fabricaron menos de 50 aviones en fábrica, pero varios cientos fueron construidos y pilotados por aficionados durante la Gran Depresión. Hoy en día, se recuerda a Heath por haber ayudado a ser pionero en la industria de la aviación casera y por haber introducido el concepto de kit para empaquetar los materiales necesarios para construir una aeronave.
Cuando dejó de producir kits de aviones para concentrarse en la electrónica (Heathkit), la empresa Heath vendió el ATC (Certificado de Tipo de Aeronave de la CAA) para el LNA-40 (ATC-487) a la EAA, que siguió vendiendo planos originales a posibles constructores de viviendas.

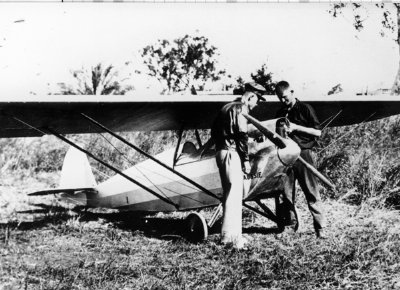
Un Heath Parasol modificado construido y volado en 1934 por Bob Brown y Steve Nielson (derecha) en Home Hill, en el norte de Queensland.

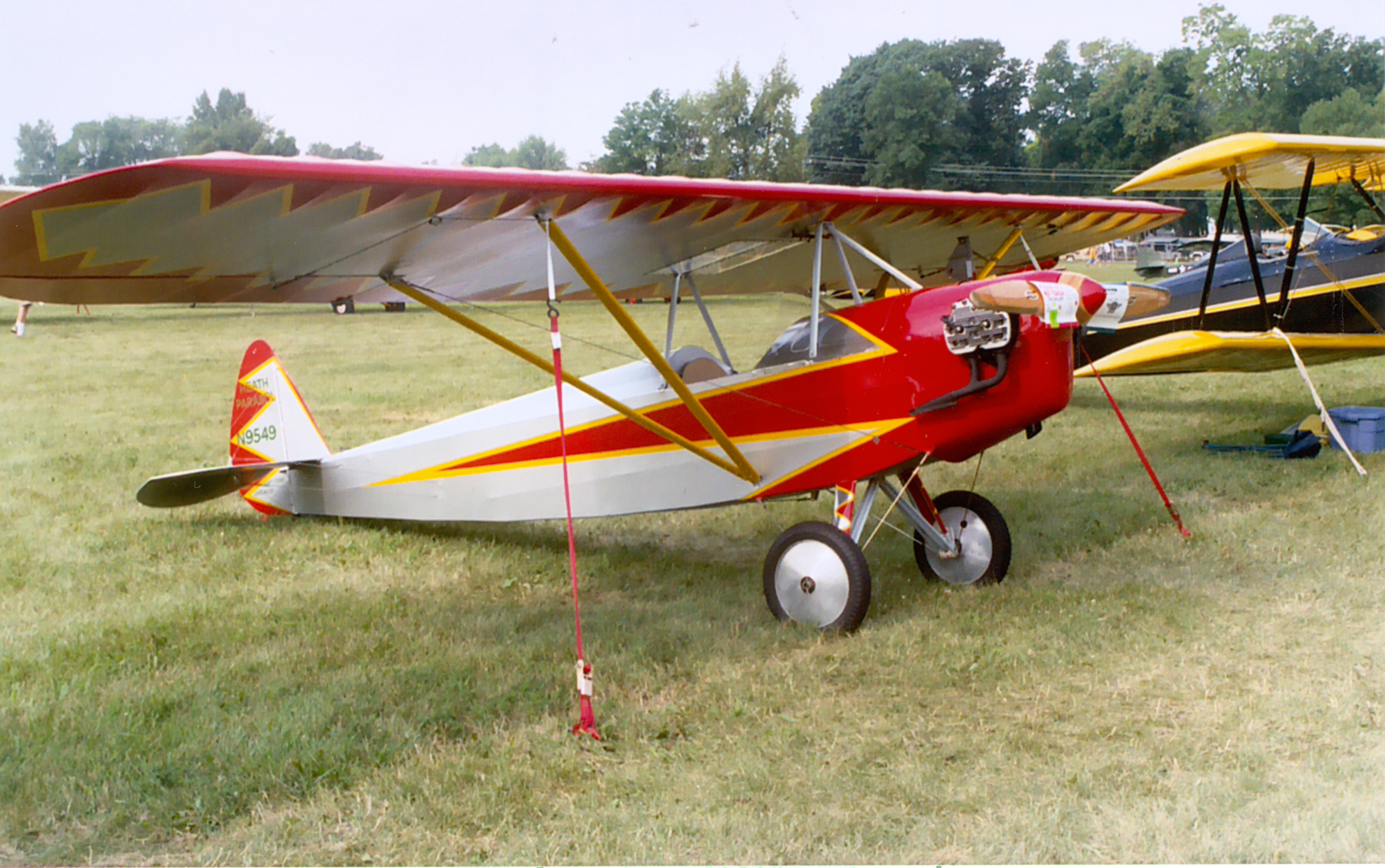
Un Heath Parasol en Oshkosh 2003.

Excepto en el prototipo, las alas constan de dos largueros de abeto macizo, costillas de madera, puntales de compresión y arriostramiento interno de arrastre y antiarrastre. El empenaje del Parasol está construido de madera y está arriostrado externamente. Dependiendo del modelo, el fuselaje se construyó de madera, tubo de acero atornillado o tubo de acero soldado. El ala, el empenaje y el fuselaje están cubiertos de tela. Normalmente se instalan dos depósitos de combustible de cinco galones en el extremo de la raíz de cada ala, y el combustible se alimenta por gravedad, a veces a un pequeño depósito colector situado detrás del cortafuegos. Las únicas herramientas necesarias para montar uno de los kits Parasol eran un par de alicates pequeños, un destornillador, una sierra para metales (con muchas hojas), un martillo, un taladro manual pequeño, un cincel, un punzón, una lima y un taladro.
Se podían instalar diversas plantas motrices, incluido el motor Henderson Motorcycle convertido suministrado de fábrica (es decir, 25 HP (25,3 CV) Heath-Henderson B-4). Después de la guerra, también se utilizó el motor bóxer de VW.
La producción de una versión temprana fue emprendida ya en 1931, en Australia, por la empresa Adcock-Heath.

## Variantes
La construcción casera fomenta las variaciones locales que difuminan las definiciones de tipo para las versiones no certificadas.
PrototipoSe utilizó el ala de 24 pies 0 pulgadas (7,3 m) de un Thomas-Morse S-4C «Tommy».
CA-1 ParasolEnvergadura de 24 pies 0 pulgadas (7,3 m), con puntas cuadradas. Mástiles de ala paralelos. Construido por primera vez en 1928. Sin certificado (ni necesario). Un asiento. Peso en vacío de 118 kg. Motor Heath B-4, 27 CV a 2800 rpm.
CA-1A Super ParasolEnvergadura de 25 pies 0 pulgadas (7,6 m), con puntas redondeadas. Soportes de ala paralelos. Construido por primera vez en 1929. Sin certificado (ni se requiere). Un asiento. Peso en vacío de 117,5 kg. Motor Heath B-4, 27 CV a 2800 rpm. 
1930 Super ParasolTambién conocido como el «V-Parasol». Distancia de 7,62 m, varios motores más potentes y puntales de ala en forma de V.
LNB-4 ParasolDistancia entre ejes aumentada a 31 pies 5 pulgadas (9,6 m). Mástiles en forma de N. Uno o dos asientos. Peso en vacío de 204 kg. Motor Heath B-4, 25 CV a 2800 rpm. Certificado (CAA, ATC-456) 3 de junio de 1932.
LNA-40 ParasolEnvergadura de 31 pies 5 pulgadas (9,6 m), puntales en forma de V. Uno o dos asientos. Peso en vacío de 465 libras. La puerta se trasladó al lado opuesto del fuselaje para permitir el apoyo manual del motor de 37 caballos (27,6 kW) (a 2550 rpm) Continental A40 que gira en sentido horario. Primero construido en 1932. Certificado de tipo CAA (ATC-457) 3 de junio de 1932.   

## Aviones supervivientes
- LNB-4 en exhibición estática en el Museo del Aire de Nueva Inglaterra en Windsor Locks (Connecticut).[10]
- Un ejemplo se encuentra en exhibición estática en el Museum of Flight en Seattle (Washington).[11]
- El LNB-4 se exhibe de forma estática en el Museo de la Aviación de la EAA en Oshkosh (Wisconsin).[12]
- El LNA-40 se exhibe de forma estática en el Museo del Aire del Atlántico Medio en Reading (Pensilvania).[13]
- Se exhibe un ejemplar en el Museo del Aire del Oeste de Carolina del Norte en Hendersonville (Carolina del Norte).[14]
- LNA-40 está en exhibición estática en el Old Rhinebeck Aerodrome en Red Hook (Nueva York).[15]
- El LNA-40 está en exhibición estática en el antiguo aeródromo de Rhinebeck en Red Hook (Nueva York).[16]
- Un ejemplo se encuentra almacenado en el Museo del Aire de la Edad de Oro en Bethel, Pensilvania.[17]
- Se exhibe un ejemplar en el Museo Occidental de Aviones y de Automóviles Antiguos de Hood River (Oregón).[18]
- LNB-4 en exhibición estática en el Tri-State Warbird Museum en Batavia (Ohio).[19]
- Se exhibe un ejemplo en el Museo del Aire de Shannon en Fredericksburg (Virginia).[20][21]
- Un ejemplo se exhibe en el Museo del Aire de Moorabbin en Melburne (Victoria).[22]
- Un ejemplo se exhibe en el Museo del Aire de Eagles Mere en Laporte (Pensilvania).[23]
- Se exhibe un ejemplo en el Eagles Mere Air Museum de Laporte (Pensilvania).[24]

## Especificaciones (Super Parasol)

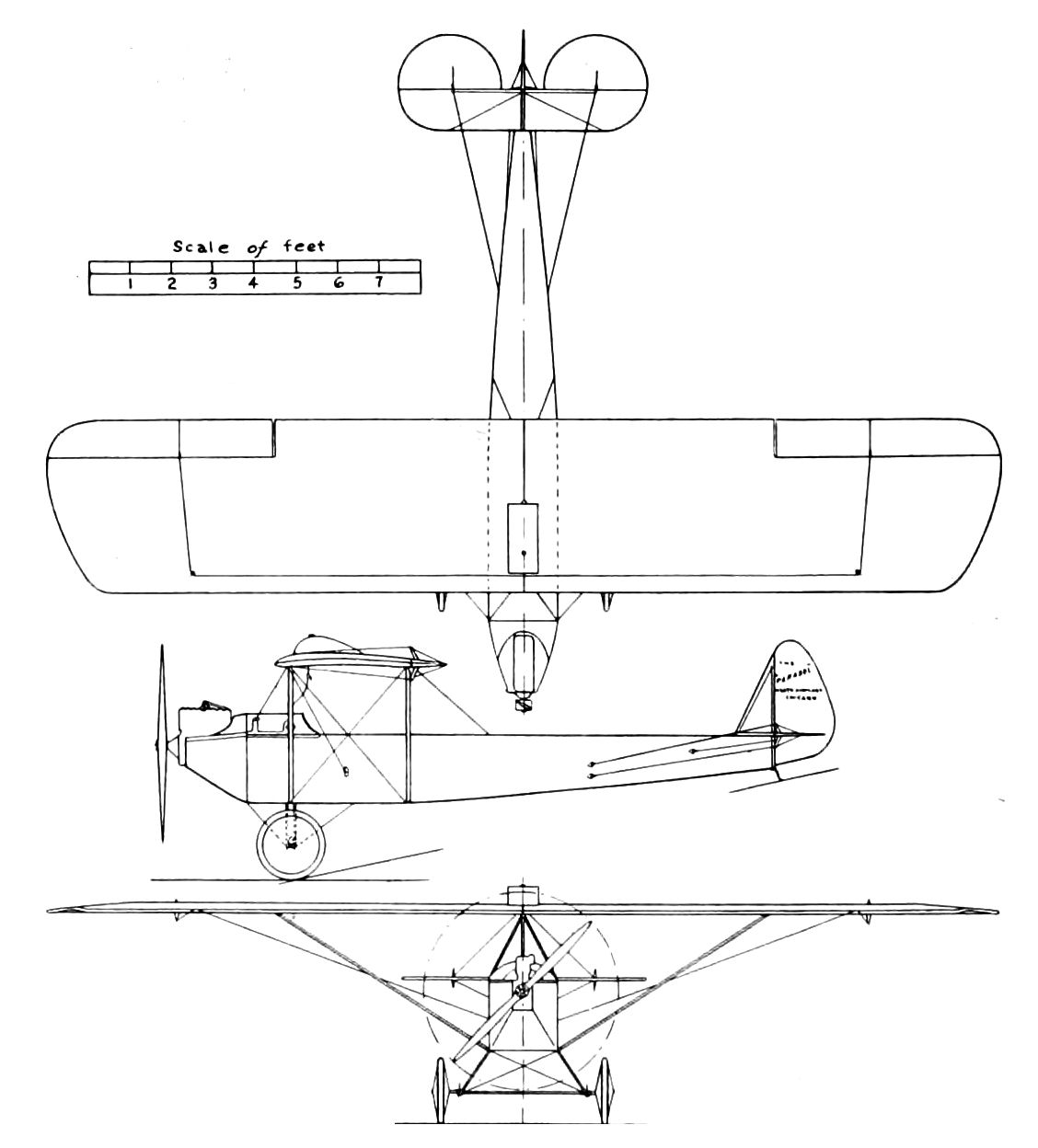
Heath Parasol, dibujo de tres vistas de Aero Digest, marzo de 1927

{{Aircraft specs
|ref=Aviation

### Características generales
- Tripulación: 1
- Carga: 4 ft
- Longitud: 17 ft
- Envergadura: 25 ft
- Altura: 4 ft
- Peso vacío: 280 lb.
- Peso cargado: 580 lb.

### Rendimiento
- Velocidad nunca excedida (Vne):  70 mph (110 km/h, 61 kn)
- Velocidad crucero (Vc): 65 mph (105 km/h, 56 kn)
- Velocidad de entrada en pérdida (Vs): 32 mph (51 km/h, 28 kn)
- Alcance: 270 mi (430 km, 230 nmi)
- Techo de vuelo: 12,500 ft (3,800 m)
- Régimen de ascenso: 500 ft/min (2.5 m/s)